# Bequerelio
El bequerelio o becquerel (símbolo: Bq) es una unidad derivada del Sistema Internacional de Unidades que mide la actividad radiactiva. Un becquerelio se define como la actividad de una cantidad de material radiactivo con decaimiento de un núcleo por segundo. Equivale a una desintegración nuclear por segundo. La unidad de Bq es por consiguiente inversa al segundo.  Para aplicaciones relacionadas con la salud humana, esta es una cantidad pequeña, y se usan comúnmente los múltiplos SI de la unidad.
Se puede calcular derivando N respecto al tiempo (t):
{\displaystyle A={\frac {-dN}{dt}}=\lambda N;\ A=A_{0}e^{-\lambda t}}
siendo N el número de núcleos radiactivos sin desintegrarse, {\displaystyle \lambda }  la constante radiactiva, característica de cada isótopo, y {\displaystyle A_{0}} la actividad en el instante inicial.
Toma su nombre en honor del físico francés Henri Becquerel  quien compartió el  Premio Nobel de Física con Pierre Curie y Marie Skłodowska Curie en 1903 por su trabajo en el descubrimiento de la radiactividad.

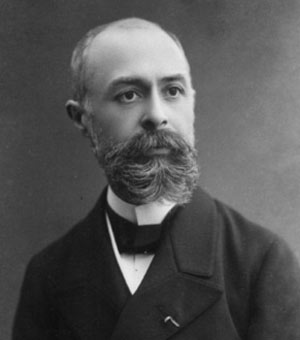
Henri Becquerel.

## Nombre
Las cuatro formas becquerel, becquerelio, bequerel y bequerelio (esto es: con o sin el sufijo -io; con o sin simplificación del grupo -cqu-, ajeno al sistema ortográfico castellano) existen en fuentes autoriales en español.
La Comisión Electrotécnica Internacional registra «becquerel» y «becquerelio». La Ortografía de la RAE recomienda «bequerel». El DLE solo registra «becquerel» (en cursiva, como un extranjerismo crudo). El Real Decreto 2032/2009 en España registra «becquerel». La forma «bequerelio» está registrada en el Foro Nuclear y el Diccionario de términos médicos de la Real Academia Nacional de Medicina de España, que también admite «becquerel» y «becquerelio».

## Definición
1 Bq = 1 s−1
Se introdujo un nombre especial para el segundo inverso (s⁻¹) para representar la radiactividad y evitar errores potencialmente peligrosos con los prefijos. Por ejemplo, 1 µs−1 significaría 106 desintegraciones por segundo: 1·(10−6 s)−1 = 106 s−1, mientras que 1 µBq significaría una desintegración por 1 millón de segundos. Otros nombres considerados fueron hercio (Hz), un nombre especial que ya se usa para el segundo recíproco, y  Fourier (Fr). El hercio ahora solo se usa para fenómenos periódicos. Mientras que 1 Hz es 1 ciclo por segundo, 1 Bq es 1 evento de radiactividad aperiódico por segundo.
El  gray (Gy) y el becquerel (Bq) se introdujeron en 1975. Entre 1953 y 1975, la dosis absorbida a menudo se medía en rads. La actividad de descomposición se midió en  curios antes de 1946 y, a menudo, en  rutherfords entre 1946 y 1975.

## Mayúsculas y prefijos de las unidades

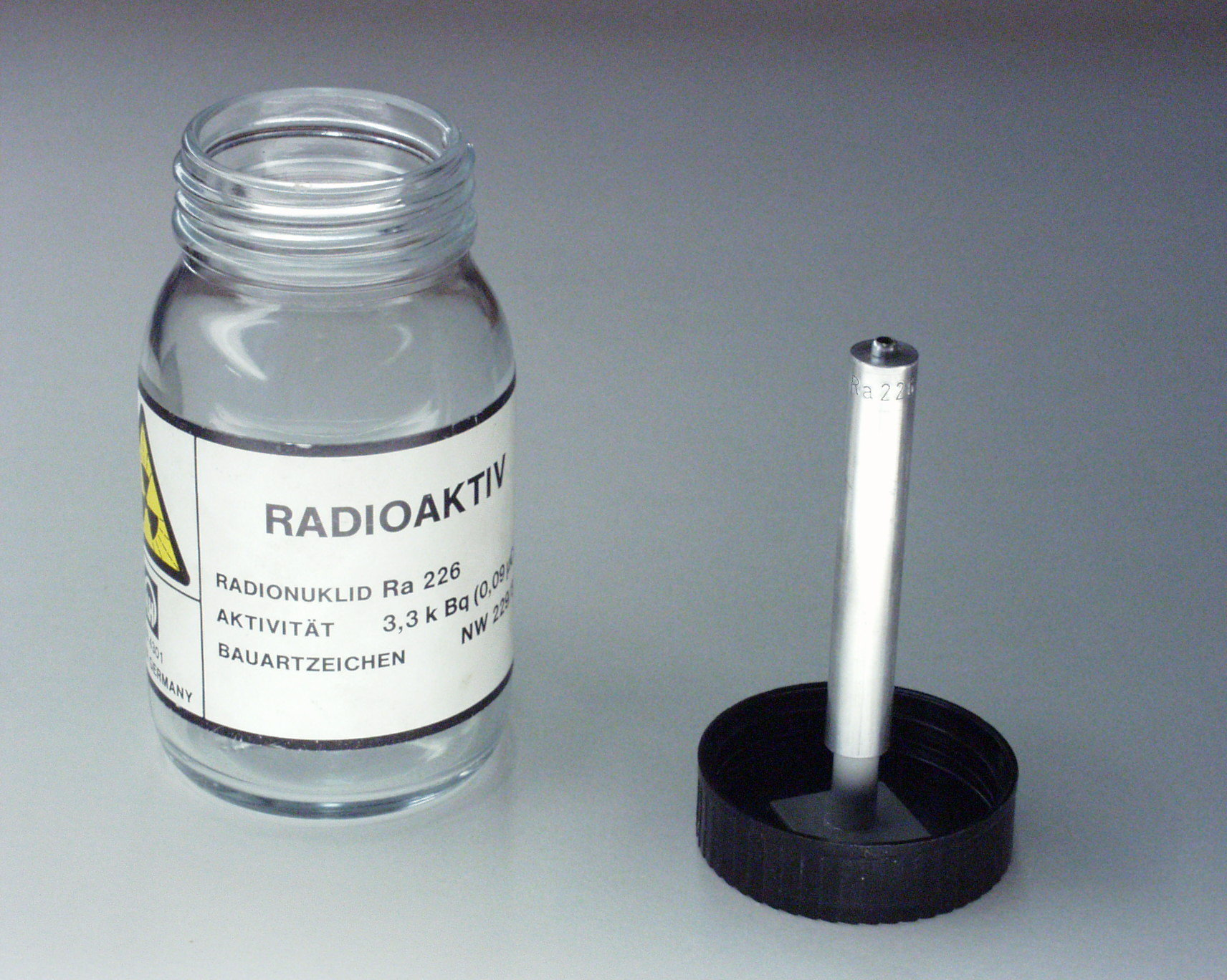
Fuente de radiación Ra 226 para experimentos escolares. Actividad: 3300 Bq. Radiaciones: α, β, γ. Hersteller: LD Didáctica.

Como ocurre con todas las unidades del Sistema Internacional de Unidades (SI) que llevan el nombre de una persona, la primera letra de su símbolo es mayúscula (Bq). Sin embargo, cuando el nombre de una unidad del SI se escribe en totas letras, siempre debe comenzar con una letra minúscula (bequerelio, becquerel) -excepto en una situación en la que cualquier palabra en esa posición se escribiría en mayúscula, como al principio de una frase o en material que utilice un título.
Como cualquier unidad SI, Bq puede tener prefijo; Los múltiplos comúnmente utilizados son kBq (kilobecquerel, 103 Bq), MBq (megabecquerel, 106 Bq, equivalente a 1 rutherford ), GBq (gigabecquerel, 109 Bq), TBq (terabecquerel, 1012 Bq) y PBq (petabecquerel, 1015 Bq). Los prefijos grandes son comunes para usos prácticos de la unidad.

## Relación con el curio
El bequerelio (becquerel) ha sucedido al curio (curie) (Ci), una unidad de radioactividad más antigua que no forma parte del Sistema Internacional. El curio se basa en la actividad de 1 gramo de radio-226. El curio se define como 3.7×1010 s-1, o 37 GBq.
Factores de conversión:
1 Ci = 3.7 · 1010 Bq = 37 GBq
1 μCi = 37,000 Bq = 37 kBq
1 Bq = 2.7 · 10-11 Ci = 2.7 · 10-5  µCi
1 MBq = 0.027 mCi

## Cálculo de la radiactividad
Para una masa {\displaystyle m} (en gramos) de un isótopo con masa atómica {\displaystyle m_{\text{a}}} (en g/mol) y una semivida de {\displaystyle t_{1/2}} (en s), la actividad (o radioactividad) se calcula mediante la expresión:
{\displaystyle A_{\text{Bq}}={\frac {m}{m_{\text{a}}}}N_{\text{A}}{\frac {\ln 2}{t_{1/2}}}}
Con {\displaystyle N_{\text{A}}} = 6.02214076 1023  mol-1, el número de Avogadro.
Dado que {\displaystyle m/m_{\text{a}}} es el número de moles ({\displaystyle n}), la Actividad {\displaystyle A} se calcula mediante la expresión:
{\displaystyle A_{\text{Bq}}=nN_{\text{A}}{\frac {\ln 2}{t_{1/2}}}}
Por ejemplo, en promedio cada gramo de potasio contiene 0.000117 gramos de 40K todos los otros isótopos que ocurren en la naturaleza son estables) que tiene un {\displaystyle t_{1/2}} de 1.277 109 años = 4.030  1016 s, y tiene una masa atómica de 39.964 g/mol, por lo que la Actividad asociada a un gramo de potasio es 30 Bq.

### Cálculo de la radiactividad de una masa dada
La actividad en becquereles de N átomos radiactivos de vida media {\displaystyle t_{1/2}} es:
{\displaystyle A=-{\frac {\mathrm {d} N}{\mathrm {d} t}}={\frac {\ln 2}{t_{1/2}}}N}.
Una masa {\displaystyle m} de un isótopo de masa molar {\displaystyle M} contiene {\displaystyle {\frac {m}{M}}} moles, entonces {\displaystyle N={\frac {m}{M}}N_{\mathrm {A} }} núcleos, y por lo tanto tiene una actividad:
{\displaystyle A={\frac {m}{M}}N_{\mathrm {A} }{\frac {\ln 2}{t_{1/2}}}},
con {\displaystyle N_{\mathrm {A} }} = 6,022 140 76 ×1023 (constante de Avogadro), {\displaystyle m} en gramos, {\displaystyle M} en g/mol y {\displaystyle t_{1/2}} en segundos.
Por ejemplo, para un gramo de 226Ra, de vida media 1600 años (es decir, 1600 × 365 × 24 × 3600 ≈ {\displaystyle 5,05\times {10^{10}}{\text{ Bq}}}) y masa atómica 226:
{\displaystyle A={\frac {6,02\times {10^{23}}}{226}}{\frac {\ln 2}{5,05\times {10^{10}}}}=3,66\times {10^{10}}{\text{ Bq}}}
La actividad específica del radio 226 es por tanto de 36,6  GBq/g .
Redondeando, encontramos también el valor del curie, que se había definido como la radiactividad de un gramo de radio. El curie todavía se usa en la industria nuclear, ya que es una unidad bastante adecuada para alta radiactividad.
Si una muestra está compuesta por un elemento del que solo ciertos isótopos son radiactivos, se debe tener en cuenta la composición isotópica de la muestra. Normalmente, teniendo en cuenta su composición isotópica, 1 gramo de potasio natural contiene 1,17 × 10−4 gramos de 40K con una masa molar de 39,963 g/mol (todos los demás isótopos son estables) y una vida media  t1/2 = 1,248 × 109 años o  3.938 × 10 16 segundos. Por lo tanto, la actividad de un gramo de potasio natural es:
{\displaystyle A={\frac {1,17\times {10^{-4}}}{39,963}}N_{\mathrm {A} }{\frac {\ln 2}{t_{1/2}}}=31{\text{ Bq}}}
Si un material contiene diferentes isótopos radiactivos, se suman sus respectivas actividades para dar la actividad total de la muestra considerada.

### Uso para expresar una cantidad de materia
Como se ha visto, una masa m de un elemento radiactivo tiene una radiactividad A expresada en «Bq». Suele pasar que en el campo nuclear se use la relación inversa: partiendo de una actividad A en «Bq», y conociendo los isótopos involucrados, se puede deducir la cantidad de un elemento dado. Por metonimia, ocurre pues con frecuencia que esta cantidad de materia se cuantifica en becquereles.
Por ejemplo, la cantidad de cesio-137 dispersada en el ambiente durante el accidente radiológico de Goiânia en 1987 fue estimada en 7  TBq .Este isótopo tiene una actividad específica de 3.204 TBq/g. La cantidad de cesio esparcido es por lo tanto equivalente a unos 2,2 g.
Esta habitual metonimia se explica en parte por los medios de medida implicados: no se va a pesar los elementos para obtener su masa, se mide la radiactividad que emiten para detectarlos. Del mismo modo, se mide el radón (radón natural, por lo tanto muy principalmente el isótopo 222) en la atmósfera en Bq por metro cúbico de aire. La concentración de radón en el aire exterior suele variar entre 10 y 30  Bq/m³, es decir, una concentración másica de 1,7 a 5,2 fg/m³. Este orden de magnitud (femtogramo, fg) es difícil de aprehender como masa, lo que también ayuda a explicar el uso generalizado de Bq y Bq/m ³ como una medida de una cantidad de material radiactivo.

## Órdenes de magnitud de las actividades

### Actividad de origen
El becquerel (sin ninguna otra unidad) caracteriza la actividad de una fuente global:
- Ser humano : un individuo de 70  kg tiene una actividad del orden de 8000  Bq , de los cuales 4500 se deben al potasio 40.[20]
- Fuente inyectada durante la gammagrafía  tiroidea: 40 × 10 6 Bq (alrededor de 0,5  MBq por kg de peso del paciente).[21]
- Fuente de 60Co utilizada para la esterilización gamma: desde alrededor de 15 hasta más de 1000  kCi (es decir, entre 10 et 15 Bq ).[22]
- Actividad de un núcleo de uranio liberando 1 MW térmico: 3,234 16 Bq.
- Combustible gastado en un reactor nuclear: 19 Bq.

- La actividad del americio radiactivo en un detector de humo doméstico es de aproximadamente 37 kBq (1 μCi).[23]

- Se estima que el contenido global total de carbono-14 es de 8,5×1018 Bq (8,5 EBq, 8,5 exabecquerel).[24]

### Actividad específica de una sustancia
El becquerel por gramo (o por kilogramo) caracteriza el contenido total de elementos radiactivos:
- 1 mBq/g (o 1 Bq/L): Límite de vertidos líquidos considerados “no contaminados” por Electricité de France (límite elevado a 100 Bq/L para vertidos de tritio , que es muy poco radiotóxico ).
- 13 mBq/g: Radiactividad natural del agua de mar: 13  Bq/kg → 13  Bq/L (principalmente debido al potasio 40 )[25]
- 100 Bq/g: límite superior para residuos de actividad muy baja según la normativa francesa.[26]
- 180 Bq/g a 10 000  Bq/g aproximadamente: Radiactividad del mineral de uranio, con una concentración de aproximadamente 0,1 a 6% (a veces más) en uranio 238, en equilibrio secular con sus descendientes.
- 12,4 kBq/g: Actividad específica del uranio purificado 238.
- 1 MBq/g: Límite superior de residuos nucleares de “ actividad intermedia” (residuos AM).[27]
- 2,3 GBq/g: actividad específica del plutonio-239.
- 167 TBq/g: Actividad específica del polonio 210.[27]
- Superior a 1  PBq/g : Orden de magnitud de la actividad específica de los radionucleidos de vida corta , en particular los utilizados en el campo médico. Por ejemplo, el Yodo-131, utilizado en radioterapia para afecciones de la tiroides, tiene una actividad específica de 4,6  PBq/g, o el flúor 18, utilizado para imágenes PET , que tiene una actividad específica de 3500  PBq/g . Las cantidades utilizadas son siempre mínimas, representando generalmente sólo unos pocos nanogramos del radioisótopo considerado.

## Relación con otras magnitudes relacionadas con la radiación

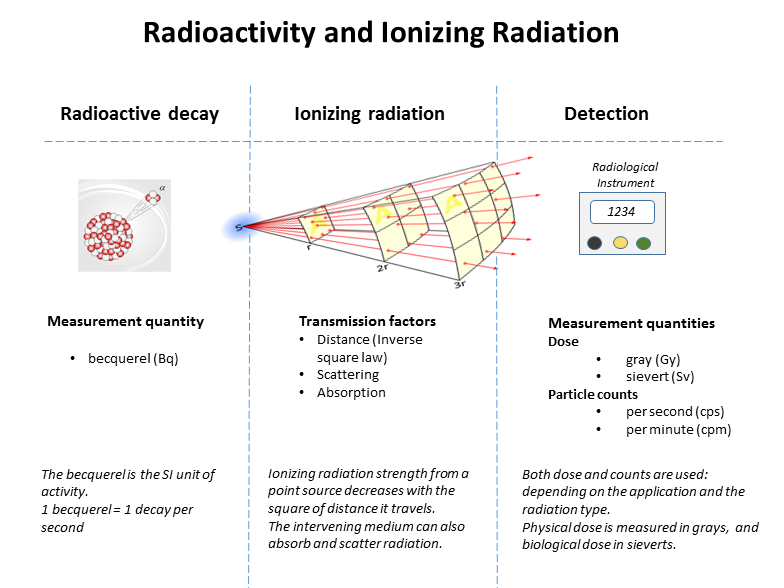
Gráfico que muestra las relaciones entre la radioactividad y la radiación ionizante detectada

La siguiente tabla muestra las cantidades de radiación en unidades SI y no SI.  WR (anteriormente factor 'Q') es un factor que escala el efecto biológico para diferentes tipos de radiación, en relación con los rayos X. (por ejemplo, 1 para radiación beta, 20 para radiación alfa y una función complicada de energía para neutrones) En general, la conversión entre tasas de emisión, la densidad de radiación, la fracción absorbida y los efectos biológicos requiere el conocimiento de la geometría entre la fuente y blanco, la energía y el tipo de radiación emitida, entre otros factores.
| Magnitud              | Unidad     | Símbolo | Derivación              | Año  | Equivalencia SI  |
| --------------------- | ---------- | ------- | ----------------------- | ---- | ---------------- |
| Actividad (A)         | curio      | Ci      | 3.7 × 1010 s−1          | 1953 | 3.7 × 1010 Bq    |
| Actividad (A)         | bequerelio | Bq      | s−1                     | 1974 | Unidad SI        |
| Actividad (A)         | rutherford | Rd      | 106 s−1                 | 1946 | 1,000,000 Bq     |
| Exposición (X)        | röntgen    | R       | esu / 0.001293 g of air | 1928 | 2.58 × 10−4 C/kg |
| Dosis absorbida (D)   | erg        |         | erg⋅g−1                 | 1950 | 1.0 × 10−4 Gy    |
| Dosis absorbida (D)   | rad        | rad     | 100 erg⋅g−1             | 1953 | 0.010 Gy         |
| Dosis absorbida (D)   | gray       | Gy      | J⋅kg−1                  | 1974 | Unidad SI        |
| Dosis equivalente (H) | rem        | rem     | 100 erg⋅g−1             | 1971 | 0.010 Sv         |
| Dosis equivalente (H) | sievert    | Sv      | J⋅kg−1 × WR             | 1977 | Unidad SI        |